# HV Mijdrecht
HV Mijdrecht is een Nederlandse hockeyclub uit de Utrechtse plaats Mijdrecht.
De club werd opgericht op 23 juni 1977 en speelt op Sportpark Mijdrecht waar ook een voetbalvereniging (SV Argon) is gevestigd. Het eerste damesteam komt in het seizoen 2016/2017 uit in de Derde klasse van de KNHB.